# Stig Lundquist
Stig Adolf Svante Lundquist, född 27 november 1922 i Hällestads församling, Östergötlands län, död 27 december 2015 i Uppsala, var en svensk elektrotekniker. Han var son till kamrer Einar Lundquist och Gerda Lundquist, född Petterson. Gift 1947 med Anna-Greta Larsson (1924–1991).
Lundquist gick ut Kungliga Tekniska högskolan 1949 och disputerade där 1952 med en doktorsavhandling inom magnetohydrodynamik. 1952–1963 var han docent i elektrodynamik vid KTH och blev professor i elektricitetslära vid Institutet för högspänningsforskning vid Uppsala universitet 1964–1988 och var ledamot av Kungliga Vetenskapssocieteten i Uppsala från 1971 samt av Ingenjörsvetenskapsakademien från 1972. Makarna Lundquist är begravda på Sigtuna kyrkogård.